# Communauté de communes de la Vallée du Gapeau
Pour les articles homonymes, voir CCVG.
La communauté de communes de la Vallée du Gapeau est une communauté de communes française située dans le département du Var.

## Composition
La communauté de communes est composée des 5 communes suivantes :

| Nom                  | Code Insee | Gentilé          | Superficie (km2) | Population (dernière pop. légale) | Densité (hab./km2) |
| -------------------- | ---------- | ---------------- | ---------------- | --------------------------------- | ------------------ |
| Solliès-Pont (siège) | 83130      | Solliès-Pontois  | 17,73            | 12 210 (2022)                     | 689                |
| Belgentier           | 83017      | Belgentiérois    | 13,38            | 2 387 (2022)                      | 178                |
| La Farlède           | 83054      | Farlédois        | 8,31             | 9 745 (2022)                      | 1 173              |
| Solliès-Toucas       | 83131      | Toucassins       | 30,09            | 6 087 (2022)                      | 202                |
| Solliès-Ville        | 83132      | Solliès-Villains | 14,1             | 2 532 (2022)                      | 180                |

Départ de La Crau en 2009 pour la Communauté d'agglomération Toulon Provence Méditerranée.

## Démographie
| 1968  | 1975   | 1982   | 1990   | 1999   | 2007   | 2012   | 2017   |
| ----- | ------ | ------ | ------ | ------ | ------ | ------ | ------ |
| 9 403 | 10 665 | 14 239 | 22 792 | 26 065 | 28 426 | 30 556 | 30 830 |

## Administration

### Siège
Le siège de la communauté de communes est situé au 1193 avenue des Sénès à Solliès-Pont.

### Conseil communautaire
Les 24 conseillers titulaires (et 24 délégués suppléants) sont répartis comme suit : 
| Nombre de délégués | Communes                  |
| ------------------ | ------------------------- |
| 8                  | Solliès-Pont              |
| 6                  | La Farlède                |
| 4                  | Solliès-Toucas            |
| 3                  | Belgentier, Solliès-Ville |

### Élus
La communauté de communes est administrée par un conseil communautaire composé de 24 membres (maires ou conseillers municipaux) représentant chacune des communes membres de l'intercommunalité. 
À la suite du conseil communautaire du 10 juillet 2020, un nouveau bureau communautaire est élu. Le 23 mars 2021, celui-ci est modifié, Yves Palmieri remplaçant Raymond Abrines à la première vice-présidence. Depuis cette date, sa composition est la suivante :
|     | Attributions | Identité         | Qualité                |
| --- | ------------ | ---------------- | ---------------------- |
| 1er | -            | Yves Palmieri    | Maire de La Farlède    |
| 2e  | -            | Bruno Aycard     | Maire de Belgentier    |
| 3e  | -            | Jérémie Fabre    | Maire de Sollès-Toucas |
| 4e  | -            | Nicolas Gerardin | Maire de Solliès-Ville |

Composition du bureau communautaire 2018-2020
- 1er vice-président : André Garron
- 2e vice-président : Bruno Aycard
- 3e vice-président : Raymond Abrines
- 4e vice-président : Roger Castel

Composition du bureau communautaire 2014-2018
- 1er vice-président : Bruno Aycard
- 2e vice-président : André Garron
- 3e vice-président : François Amat
- 4e vice-président : Roger Castel
- 5e vice-président : Raymond Abrines

### Liste des présidents
| Période       | Période                   | Identité        | Étiquette | Qualité                                                            |
| ------------- | ------------------------- | --------------- | --------- | ------------------------------------------------------------------ |
| décembre 1995 | avril 2014                | André Geoffroy  | UMP       | Maire de Solliès-Ville (1983 → 2014) Sénateur du Var (2002 → 2004) |
| avril 2014    | décembre 2017 (démission) | Christian Flour | DVD       | Premier adjoint au maire de La Farlède                             |
| janvier 2018  | 2020                      | François Amat   | PS        | Maire de Solliès-Toucas (2014 → 2020)                              |
| 2020          | En cours                  | André Garron    | DVD       | Maire de Solliès-Pont (depuis 2008)                                |

### Budget et fiscalité
- Total des produits de fonctionnement : 11 496 000 €, soit 293 € par habitant
- Total des ressources d’investissement : 4 410 000 €, soit 151 € par habitant
- Endettement : 7 391 €, soit 252 € par habitant[6].